# Manuel Prado López
Manuel Prado López, nacido en Boborás, Orense el 5 de junio de 1958, es maestro de Formación Profesional y alcalde de Beariz desde 1983 por el Partido Popular de Galicia (PPdeG). También es vocal de la directiva provincial del PPdeG de Orense

## Trayectoria
Accedió a la alcaldía tras las elecciones municipales de 1983, al presentarse con la Coalición Popular. En esa legislatura consiguió cinco concejales, lo que le dio la mayoría absoluta, que repitió en 1987 con la coalición AP-CdeG, con la particularidad de obtener todos los concejales en juego, acontecimiento que logró en los sucesivos comicios hasta la actualidad. En 1990 ocupó el escaño de Vitorino Núñez en el Congreso de los Diputados. En 1996 y 2000 fue elegido miembro del Senado por la Provincia de Orense. 
También fue presidente de la Mancomunidad de Municipios del Carballiño y vocal en la Fundación Terras de Beariz.
| Predecesor: Manuel Cendón Caíña | Alcalde de Beariz 1983 - actualidad | Sucesor: En el cargo |